# Río Swale
El río Swale es un río en Yorkshire, Inglaterra (Reino Unido) y un afluente principal del río Ure, quien él mismo se convierte en el río Ouse, vaciándose en el mar del Norte a través del estuario del Humber. El nombre Swale viene del inglés antiguo y significa "que fluye rápidamente".
Se considera que el río Swale es el río más rápido de Inglaterra y también tiende a ser rápido a la hora de inundarse, con lo que muchos nadadores desprevenidos se han ahogado a lo largo de los años debido a las lluvias intensas en el Swaledale superior.
El Swale empieza su curso alto en los Yorkshire Dales en la frontera de Yorkshire del Norte y Cumbria unas pocos kilómetros al sureste de Kirkby Stephen y no lejos de la fuente del río Eden, que más tarde alcanza Carlisle. El río sólo recibe su nombre unas pocas millas corriente abajo de su fuente, en la confluencia de Birkdale Beck y el Great Sleddale Beck. Después de cruzar el Sendero Penino cerca del villorrio de Keld, baja en una serie de cascadas incluyendo Wain Wath Force y Kisdon Force, antes de girar al este en el pueblo de Muker y tallando los acantilados de caliza del pintoresco Swaledale, famoso por su queso homónimo.
Después de pasar por varias cascada más, entre en Richmond  pasando por su famoso castillo siguiendo por el recorrido de Catterick. Volviendo al sur a través del valle de Mowbray se une por el río Wiske desde Northallerton y Cod Beck desde Thirsk antes de alcanzar el Ure justo al este de Boroughbridge en el punto conocido como Swale Nab.